# Premios tu mundo (2013)
A edição de 2013 do seu Prêmio Mundial será produzida pela Telemundo, A transmissão ao vivo em 15 de agosto de 2013 às 8pm/7c. A votação para os candidatos iniciados em 26 de junho e terminará em 24 de julho em 12:00 ET.

## Novos Prémios e Nomeações
| Novela                           | Nomeações | Prêmio |
| -------------------------------- | --------- | ------ |
| La Patrona                       | 21        |        |
| El Rostro de la Venganza         | 17        |        |
| Pasión Prohibida                 | 13        |        |
| Rosa Diamante                    | 13        |        |
| El Señor de los Cielos           | 10        |        |
| Pablo Escobar: El Patrón del Mal | 6         |        |

## Categorias

### Novela do Ano
| Novela                           | Resultar |
| -------------------------------- | -------- |
| Rosa Diamante                    | Pendente |
| Pasión Prohibida                 | Pendente |
| La Patrona                       | Pendente |
| El Rostro de la Venganza         | Pendente |
| El Señor de los Cielos           | Pendente |
| Pablo Escobar: El Patrón del Mal | Pendente |

### Ator favorito
| Ator             | Novela                           | Resultar |
| ---------------- | -------------------------------- | -------- |
| Jorge Luis Pila  | La Patrona                       | Pendente |
| Mauricio Ochmann | Rosa Diamante                    | Pendente |
| Jencarlos Canela | Pasión Prohibida                 | Pendente |
| Rafael Amaya     | El Señor de los Cielos           | Pendente |
| David Chocarro   | El Rostro de la Venganza         | Pendente |
| Andrés Parra     | Pablo Escobar: El Patrón del Mal | Pendente |

### Atriz favorita
| Atriz            | Novela                           | Resultar |
| ---------------- | -------------------------------- | -------- |
| Aracely Arámbula | La Patrona                       | Pendente |
| Carla Hernández  | Rosa Diamante                    | Pendente |
| Mónica Spear     | Pasión Prohibida                 | Pendente |
| Marlene Favela   | El Rostro de la Venganza         | Pendente |
| Ximena Herrera   | El Señor de los Cielos           | Pendente |
| Cecilia Navia    | Pablo Escobar: El Patrón del Mal | Pendente |

### O mais bem Pobre
| Actor                 | Novela                           | Result   |
| --------------------- | -------------------------------- | -------- |
| Constantino Costas    | Rosa Diamante                    | Pendente |
| Christian de la Campa | La Patrona                       | Pendente |
| Tomas Goros           | La Patrona                       | Pendente |
| Manuel Balbi          | La Patrona                       | Pendente |
| Robinson Díaz         | El Señor de los Cielos           | Pendente |
| Carlos Mariño         | Pablo Escobar: El Patrón del Mal | Pendente |
| Luis Xavier Cavazos   | Rosa Diamante                    | Pendente |
| Henry Zakka           | Pasión Prohibida                 | Pendente |

### A má mais bem
| Atriz             | Novela                 | Result   |
| ----------------- | ---------------------- | -------- |
| Christian Bach    | La Patrona             | Pendente |
| Fernanda Castillo | El Señor de los Cielos | Pendente |
| Rebecca Jones     | Pasión Prohibida       | Pendente |
| Sara Corrales     | El Señor de los Cielos | Pendente |

### Melhor Atriz Coadjuvante
| Atriz                | Novela                   | Result   |
| -------------------- | ------------------------ | -------- |
| Alexandra de la Mora | La Patrona               | Pendente |
| Angélica Celaya      | El Señor de los Cielos   | Pendente |
| Cynthia Olavarría    | El Rostro de la Venganza | Pendente |
| Kimberly Dos Ramos   | El Rostro de la Venganza | Pendente |

### Melhor Ator Coadjuvante
| Ator                    | Novela                   | Result   |
| ----------------------- | ------------------------ | -------- |
| Diego Soldano           | La Patrona               | Pendente |
| Gonzalo García Vivanco  | La Patrona               | Pendente |
| José Guillermo Cortines | El Rostro de la Venganza | Pendente |
| Raúl Méndez             | El Señor de los Cielos   | Pendente |

### O casal perfeito
| casal                              | Novela                   | Result   |
| ---------------------------------- | ------------------------ | -------- |
| Aracely Arámbula & Jorge Luis Pila | La Patrona               | Pendente |
| Christian Bach & Diego Soldano     | La Patrona               | Pendente |
| Maritza Rodríguez & David Chocarro | El Rostro de la Venganza | Pendente |
| Rafael Amaya & Ximena Herrera      | El Señor de los Cielos   | Pendente |

### Atriz principal
| atriz           | Novela           | Result   |
| --------------- | ---------------- | -------- |
| Christian Bach  | La Patrona       | Pendente |
| Lupita Ferrer   | Rosa Diamante    | Pendente |
| Rebecca Jones   | Pasión Prohibida | Pendente |
| Surya Macgrégor | La Patrona       | Pendente |

### Ator principal
| Actor              | Novela                   | Result   |
| ------------------ | ------------------------ | -------- |
| Henry Zakka        | Pasión Prohibida         | Pendente |
| Javier Díaz Dueñas | La Patrona               | Pendente |
| Roberto Vander     | Pasión Prohibida         | Pendente |
| Saúl Lisazo        | El Rostro de la Venganza | Pendente |

### Melhor Canção de arranque Festa
| Canção              | cantor                                     | Result   |
| ------------------- | ------------------------------------------ | -------- |
| Damaso              | Gerardo Ortíz                              | Pendente |
| Limbo               | Daddy Yankee                               | Pendente |
| Pegaito Suavecito   | Elvis Crespo                               | Pendente |
| Por Que Les Mientes | Tito el Bambino El Patrón ft. Marc Anthony | Pendente |